# Cigognola
Cigognola är en ort och kommun i provinsen Pavia i regionen Lombardiet i Italien. Kommunen hade 1 307 invånare (2018).